# 10837 Yuyakekoyake
10837 Yuyakekoyake este un asteroid din centura principală, descoperit pe 6 martie 1994, de Masanori Hirasawa și Shohei Suzuki.